# Herbert Hölzel

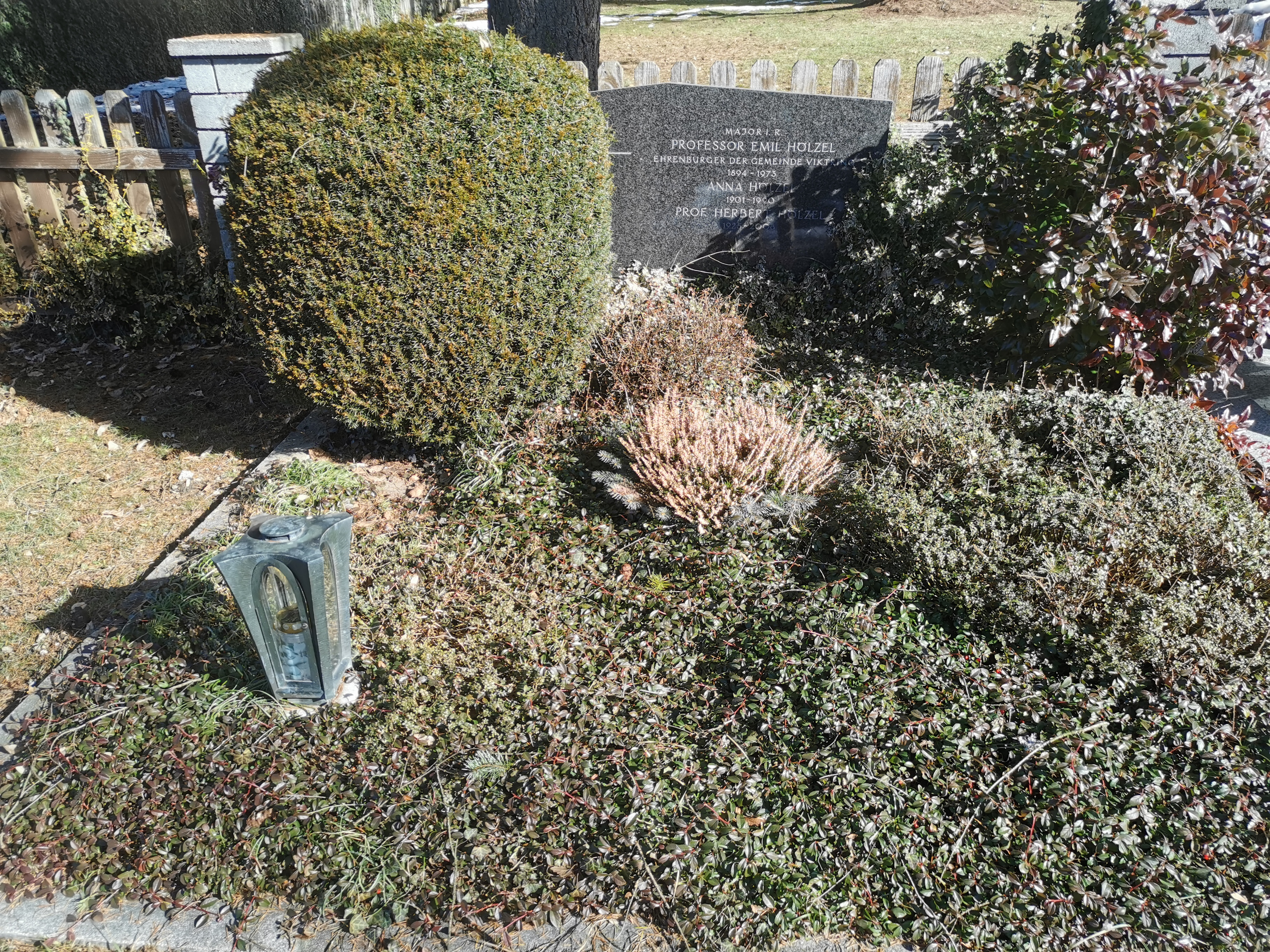
Grab der Familie Hölzel am Friedhof Stein-Viktring

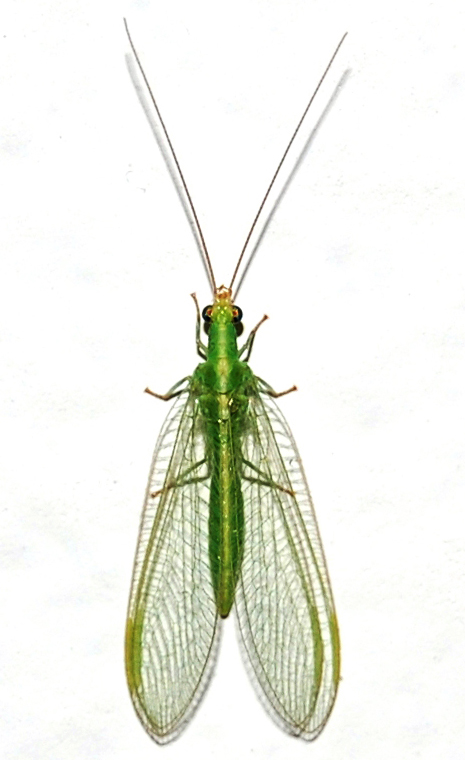
Die 1972 von Herbert Hölzel als eigene Art erkannte Mittelmeerflorfliege Chrysoperla mediterranea

Herbert Hölzel (* 11. November 1925 in Wels; † 27. April 2008 in Eppersdorf) war ein österreichischer Bankier und Entomologe.

## Biographie
Herbert Hölzel wurde 1925 in Wels als einziges Kind von Anna und Emil Hölzel geboren. Sein Vater war ein Berufssoldat, der jedoch von Kind auf eine Liebe zu Insekten gepflegt hatte. Im Jahr von Herbert Hölzels Geburt ließ der Vater sich nach Kärnten versetzen, wo er sich im Naturwissenschaftlicher Verein und dem Landesmuseum engagierte und schließlich seine Militärkarriere aufgab, um sich ganz der Entomologie zu widmen. Diese Begeisterung gab er dem Sohn weiter. Die entomologischen Bestrebungen des jungen Herbert Hölzel und sein Wunsch, Biologie zu studieren, wurden jedoch durch Ausbruch des Zweiten Weltkrieges unterbrochen. Nach einer „Kriegsmatura“ 1943 wurde er zum Militärdienst eingezogen und geriet in amerikanische und französische Kriegsgefangenschaft, aus der er jedoch schon 1946 entlassen wurde. Kriegsbedingt konnten seine Eltern ihm jedoch kein Studium finanzieren, sodass Hölzel nach Absolvieren einer vollwertigen Matura im selben Jahr bei der Oesterreichischen Nationalbank zu arbeiten begann. In der Bank stieg Hölzel schnell auf und bekleidete ab 1963 den Posten des stellvertretenden Direktors der Nationalbank in Graz, welchen er bis zu seiner Pensionierung 1980 innehatte.
Trotz der hauptberuflichen Tätigkeit bei der Nationalbank hatte Hölzel seine entomologischen Interessen nie aufgegeben. Er setzte die Arbeit an einer schon vor dem Krieg begonnenen Schmetterlingssammlung fort, konzentrierte sich auf Anraten seines Vaters jedoch zunehmend auf die Gruppe der Neuropteroida und dort insbesondere auf die Ordnung der Netzflügler (Neuroptera), welche in weiterer Folge seinen Forschungsschwerpunkt bildeten. Ab 1963 beteiligte Hölzel sich ernsthaft an der entomologischen Forschung und publizierte bis kurz vor seinem Tod 138 Arbeiten zur Neuropterologie, in welchen er 300 neue Taxa beschreiben konnte. Dank seiner hohen Position bei der Nationalbank war er finanziell ungebunden und konnte sich Gerätschaften, Bücher und zahlreiche Forschungsreisen in Europa, rund um das Mittelmeer, nach Zentralasien und Afrika (zuletzt 2007 nach Ghana) selbst finanzieren. Da er die Entomologie nie universitär studiert hatte, konzentrierte er sich auf die Feldforschung und Taxonomie. Er entwickelte sich zu einem der weltweit profundesten Kenner der Chrysopidae, Myrmeleontidae, und Crocinae der von ihm bereisten Regionen, legte eine umfangreiche Sammlung an und publizierte grundlegende Forschungsarbeiten in diesen Bereichen, über deren Inhalte er international auf Konferenzen referierte. Die Österreichische Entomologische Gesellschaft ehrte Hölzel 1987 mit der Ernennung zum Korrespondenten und 2000 mit der Verleihung der Ignaz-Schiffmüller-Medaille. Der Naturwissenschaftliche Verein für Kärnten ernannte ihn 2001 zu seinem Ehrenmitglied, 2002 verlieh ihm Bundespräsident Thomas Klestil den Berufstitel Professor.
Im Jahr 1958 heiratete Herbert Hölzel seine Frau Gerlinde (geb. Scheriau), die Ehe war glücklich, blieb aber kinderlos. Seine Weggefährten, insbesondere der Entomologe Horst Aspöck, beschrieben Hölzel als einen überaus korrekten, verbindlichen Menschen mit großer Selbstkontrolle und einer ausgeprägten Abscheu vor fachlicher Inkompetenz. Während der Zeit von 1988 bis zu seinem Tod lebte Hölzel auf Schloss Eppersdorf, einem Besitz der Familie seiner Frau. Er verstarb dort 2008 an den Folgen einer Krebserkrankung und wurde im Grab seiner Eltern in Viktring nahe Klagenfurt bestattet.

## Veröffentlichungen (Auswahl)
- Herbert Hölzel: Die Netzflügler Kärntens. In: Carinthia II. Band 74. Naturwissenschaftlicher Verein für Kärnten, Klagenfurt 1964, S. 97–165.
- Herbert Hölzel: Die Neuropteren Vorderasiens II. Chrysopidae. In: Beiträge zur naturkundlichen Forschung in Südwestdeutschland. Band 26, 1967, S. 19–45 (zobodat.at [PDF; 1,9 MB; abgerufen am 19. April 2023]).
- Herbert Hölzel: Beitrag zur Systematik der Myrmeleoniden (Neuroptera-Planipennia, Myrmeleonidae). In: Annalen des naturhistorischen Museums in Wien. Band 73, 1969, S. 275–320.
- Herbert Hölzel: Die Neuropteren Vorderasiens IV. Myrmeleonidae. In: Beiträge zur naturkundlichen Forschung in Südwestdeutschland – Beihefte. Beiheft 1, 1972, DNB 369347544 (zobodat.at [PDF; 31,8 MB; abgerufen am 19. April 2023]).
- Herbert Hölzel: Neuroptera aus Nepal I. Chrysopidae. In: Khumbu Himal. Band 4, 1973, S. 333–388.
- Herbert Hölzel: Revision der Netzflügler-Unterfamilie Crocinae (Neuroptera: Nemopteridae). In: Entomologica Germanica. Band 2, 1975, S. 44–97.
- Horst Aspöck, Ulrike Aspöck, Herbert Hölzel: Die Neuropteren Europas. Eine zusammenfassende Darstellung der Systematik, Ökologie und Chronologie der Neuropteridae (Megaloptera, Raphidioptera, Plannipennia) Europas. Goecke and Evers, Krefeld 1980, ISBN 978-3-87263-028-5.
- Herbert Hölzel: Insects of Saudi Arabia. Neuroptera: Fam. Chrysopidae. In: Fauna of Saudi Arabia. Band 2, 1980, S. 164–173.
- Herbert Hölzel: Three new species of Chrysopidae from Afghanistan (Neuroptera, Planipennia). In: Entomologica Scandinavica. Band 13, 1982, S. 123–127.
- Host Aspöck, Johann Gepp, Herbert Hölzel (Hrsg.): Recent Research in Neuropterology. Proceedings of the 2nd International Symposium on Neuropterology Hamburg 1984. Graz 1986.
- Herbert Hölzel: Revision der Distoleonini. In: Entomofauna. Band 8, 1987, S. 369–410.
- Johann Gepp, Herbert Hölzel: Ameisenlöwen und Ameisenjungfern (Myrmeleonidae). In: Die Neue Brehm-Bücherei. Band 589. A. Ziemsen, Wittenberg 1989, ISBN 3-7403-0157-0.
- Herbert Hölzel, Peter Ohm: Beitrag zur Kenntnis der Chrysopidae von Somalia (Neuroptera, Chrysopidae). In: Entomofauna. Band 12, 1991, S. 49–70.
- Herbert Hölzel, Peter Ohm: Die Neuropteren der mittelatlantischen Inseln. In: Entomologisches Nachrichtenblatt. Band 2, 1991, S. 3–12.
- Herbert Hölzel, Peter Ohm: Die Neuropteren der Seychellen. In: Neuroptera International. Band 6, 1995, S. 167–190.
- Horst Aspöck, Herbert Hölzel: The Neuropteroidea of North Africa, Mediterranean Asia and of Europe: a comperative review (Insecta). In: M. Canard, H. Aspöck, M. W. Mansell (Hrsg.): Pure and Applied Research in Neuropterology. Proceedings of the Fifth International Symposium on Neuropterology Cairo 1994. Toulouse 1996, S. 31–86.
- Herbert Hölzel, Christian Wieser: Die Netzflügler Kärntens. Eine zusammenfassende Darstellung der Autökologie und Chronologie der Neuropterida (Megaloptera, Raphidioptera, Neuroptera) Kärntens. In: Carinthia II. Band 109, 1999, S. 361–429.
- Horst Aspöck, Ulrike Aspöck, Herbert Hölzel: Kommentierter Katalog der Neuropterida (Insecta: Raphidioptera, Megaloptera, Neuroptera) der Westpaläarktis. In: Denisia. Band 2, 2001, ISSN 1608-8700, S. 1–606.
- Herbert Hölzel, Werner Weißmair: Insecta: Neuroptera. In: J. Schwoerbel, P. Zwick (Hrsg.): Süßwasserfauna von Mitteleuropa. Band 16. Spektrum Akademischer Verlag, Heidelberg 2001, ISBN 978-3-8274-1061-0, S. 31–86.
- Herbert Hölzel, Peter Ohm: Six new Afrotropical Italochrysa species, with taxonomic notes on other species of the genus (Neuroptera: Chrysopidae). In: Entomofauna. Band 24, 2003, S. 9–27.
- Herbert Hölzel: Hemerobiidae of the Afrotropical region: a review of current knowledge. In: R. A Pantaleoni, A. Letardi, C. Corazza (Hrsg.): Proceedings of the Ninth International Symposium on Neuropterology, Ferrara 2005. 2007, S. 73–78.